# David Kölderer von Burgstall
David Kölderer von Burgstall (* um 1536; † 22. Juni 1579) war Bischof von Regensburg von 1567 bis 1579.

## Biografie
David Kölderer von Burgstall studierte Theologie an der Universität Freiburg und an der Universität Ingolstadt. Nach der Priesterweihe 1561 war er Kustos und Domdekan in Regensburg. Mit etwa dreißig Jahren wurde er am 6. Februar 1567 vom Domkapitel zum Bischof von Regensburg gewählt. Erst zwei Jahre nach der Wahl erteilte Papst Pius V. 1569 die Bestätigung; der Grund dafür waren (wohl keineswegs falsche) Gerüchte über ein Verhältnis des zum Bischof gewählten David Kölderer von Burgstall mit einer Nonne.
In die Amtszeit Bischof Davids fällt die allmähliche Rezeption und Umsetzung der Reformforderungen des Konzils von Trient in den altbayerischen Bistümern. Provinzialsynoden, die 1569 und 1573 in Salzburg tagten, forderten die Einrichtung von Priesterseminaren zur besseren wissenschaftlichen Ausbildung und geistlichen Formung der Diözesanpriester, die Bekämpfung des Konkubinats bei den Geistlichen, die Reform der Liturgie und die Durchführung regelmäßiger Visitationen in den Pfarreien durch die Bischöfe. Das ernsthafte Bemühen Bischof Davids um die Umsetzung dieser Reformforderungen in seinem Bistum zeigen die in den Jahren 1569, 1571, 1576 und 1577 abgehaltenen Diözesansynoden. Dennoch war dem Reformeifer des Bischofs kaum Erfolg beschieden, da ihm das Regensburger Domkapitel, dessen Mitglieder – wie auch die meisten Angehörigen der Frauen- und Männerklöster in der Bischofsstadt – in ihrer Lebensführung keineswegs als moralische Vorbilder gelten konnten, die nötige Unterstützung, die nicht nur die Umschichtung finanzieller Ressourcen erforderte, verweigerten. So verwundert es nicht, wenn der Apostolische Nuntius Bartolomeo Portia den Regensburger Klerus in seinem Visitationsbericht von 1573 den wahrscheinlich verkommensten in ganz Deutschland nannte. Papst Gregor XIII. gelang es in Schreiben den bayerischen Herzog Albrecht V. als Fürsprecher für die Visitationen Bischof Davids zu gewinnen und Reformbemühungen einzuleiten. Das Epitaph des Bischofs zeigt ihn in prunkvoller Amtstracht und den bischöflichen Insignien.